# Феликс, Сузана
Сузана Феликс (порт. Susana Félix, 12 октября 1975, Торриш-Ведраш, Португалия) — португальская певица, автор песен, актриса и продюсер.

## Биография
Сузана Феликс родилась 12 октября 1975 в португальском городе Торриш-Ведраш.

## Дискография

### Синглы
- «Mais Olhos (Que Barriga)» (1999)
- «Um Lugar Encantado» (1999)
- «Pó de Amar» (2001)
- «Ficou» (2002)
- «Luz de Presença» (2002)
- «Flutuo» (2006)
- «Concilios» (2006)
- «Luz na Ponte» (2006)
- «Sou Eu» (2006)
- «Fintar a Pulsação» (2006)
- «(Bem) Na minha mão»(2007)
- «Amanhecer (Sempre Mais Uma Vez)» (2007)
- «Canção De Madrugar» (2009)